# L'obscura història de la cosina Montse
L'obscura història de la cosina Montse (títol original en castellà: La oscura historia de la prima Montse) és una pel·lícula del 1977 dirigida per Jordi Cadena, basada en la novel·la homònima escrita per Juan Marsé. Ha estat doblada al català.
Es tracta d'una pel·lícula molt característica de l'època en la qual Espanya iniciava la seva marxa democràtica. Hi ha referències de tipus polític en algun diàleg, citant-se a partits polítics avui dia desapareguts, com UCD.

## Argument
Constitueix una espècie de reflexió que fa un jove Ovidi Montllor sobre les deficiencies pròpies de la forma de vida de la burgesia catalana quan s'entrevista -i fa l'amor- amb una llunyana parent, a la qual explica el cas de la cosina Montse: una assistent social que acaba enamorant-se d'un delinqüent, la qual cosa provoca un escàndol en la seva família.

## Repartiment
- Ana Belén: Montse Claramunt
- Ovidi Montllor: Paco Bodegas
- Christa Leem: Núria Claramunt
- Xabier Elorriaga: Salvador Vilella
- Mirta Miller: Gloria
- Gabriel Renom: Manolo
- Conxita Bardem
- Manuel Gas
- Alfred Lucchetti: Padre Albiol
- Carles Velat: Ramiro